# Cincinnatia helicogyra
Cincinnatia helicogyra är en snäckart som beskrevs av F. G. Thompson 1968. Cincinnatia helicogyra ingår i släktet Cincinnatia och familjen tusensnäckor. Inga underarter finns listade i Catalogue of Life.